# جانا بينتوسيفيتش بلوك
جانا بينتوسيفيتش بلوك (بالإنجليزية: Zhanna Pintusevich-Block) (اسمها الحقيقي تارنوبولسكايا) و (بالأوكرانية: Жанна Пінтусевич-Блок) هي عداءة مسافات قصيرة أوكرانية ولدت في يوم 6 يوليو 1972 في مدينة نيجين في جمهورية أوكرانيا الاشتراكية السوفيتية في الاتحاد السوفيتي، هي تنافس في سباقات 60 و100 و200 متر، تمكنت من الفوز بالميدالية الذهبية في بطولة العالم لألعاب القوى 1997 في أثينا في سباق 200 متر وفازت أيضاً بالبرونزية في سباق 100 كما فازت بالميدالية الفضية في بطولة بطولة العالم لألعاب القوى 2001 في إدمونتون في كندا.

## روابط خارجية
- جانا بينتوسيفيتش بلوك على موقع الاتحاد الدولي لألعاب القوى (الإنجليزية)
- جانا بينتوسيفيتش بلوك على موقع اللجنة الأولمبية الدولية (الإنجليزية)
- جانا بينتوسيفيتش بلوك على موقع أوليمبيديا (الإنجليزية)